# روزلت رابرتس
روزلت رابرتس  (انگلیسی: Roosevelt Alexander Roberts؛ زادهٔ ۱۱ فوریهٔ ۱۹۹۱) ورزشکار هنرهای رزمی ترکیبی اهل آمریکا است. 